# Bernd Leinemann

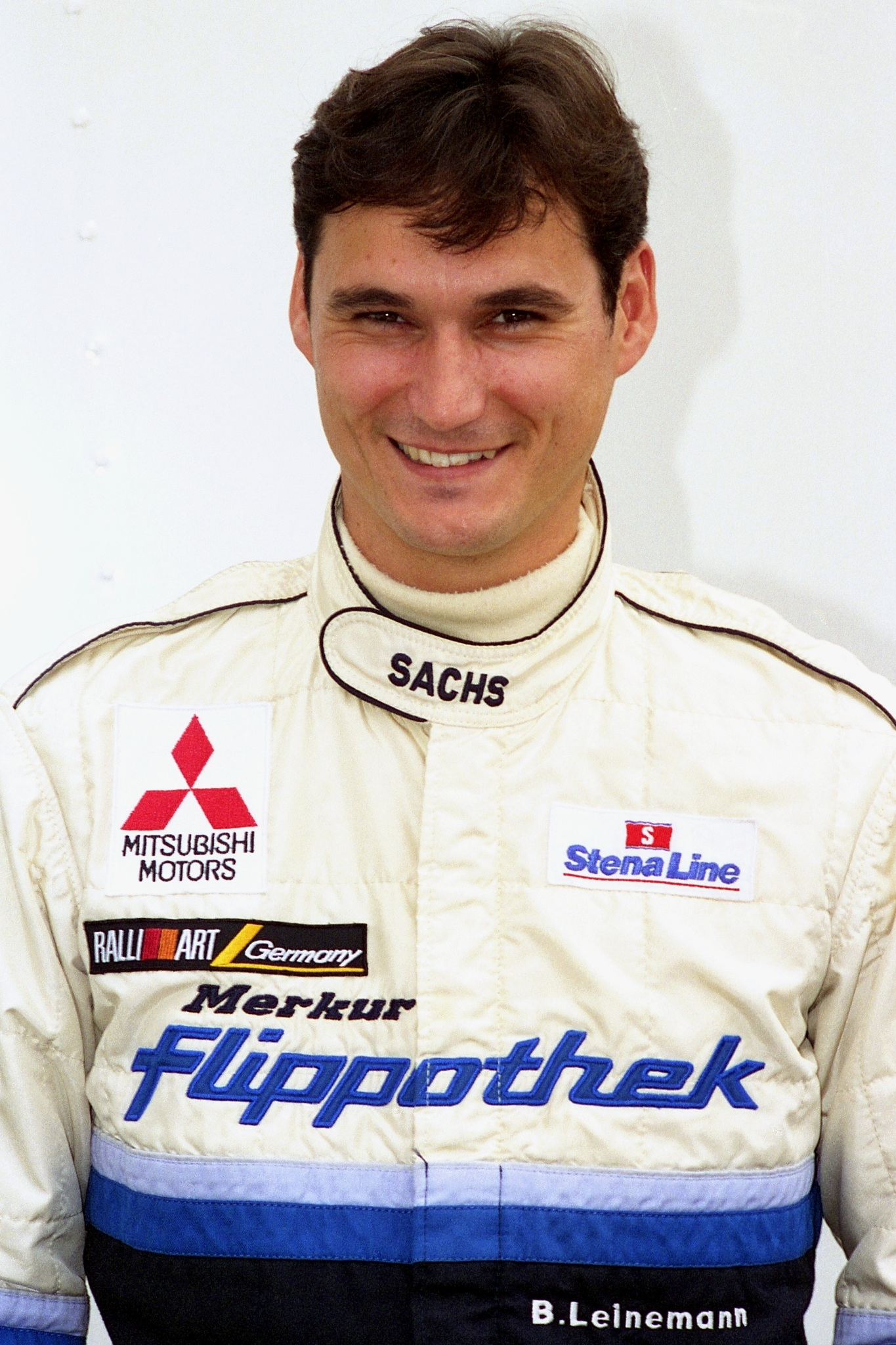
Bernd Leinemann 1996

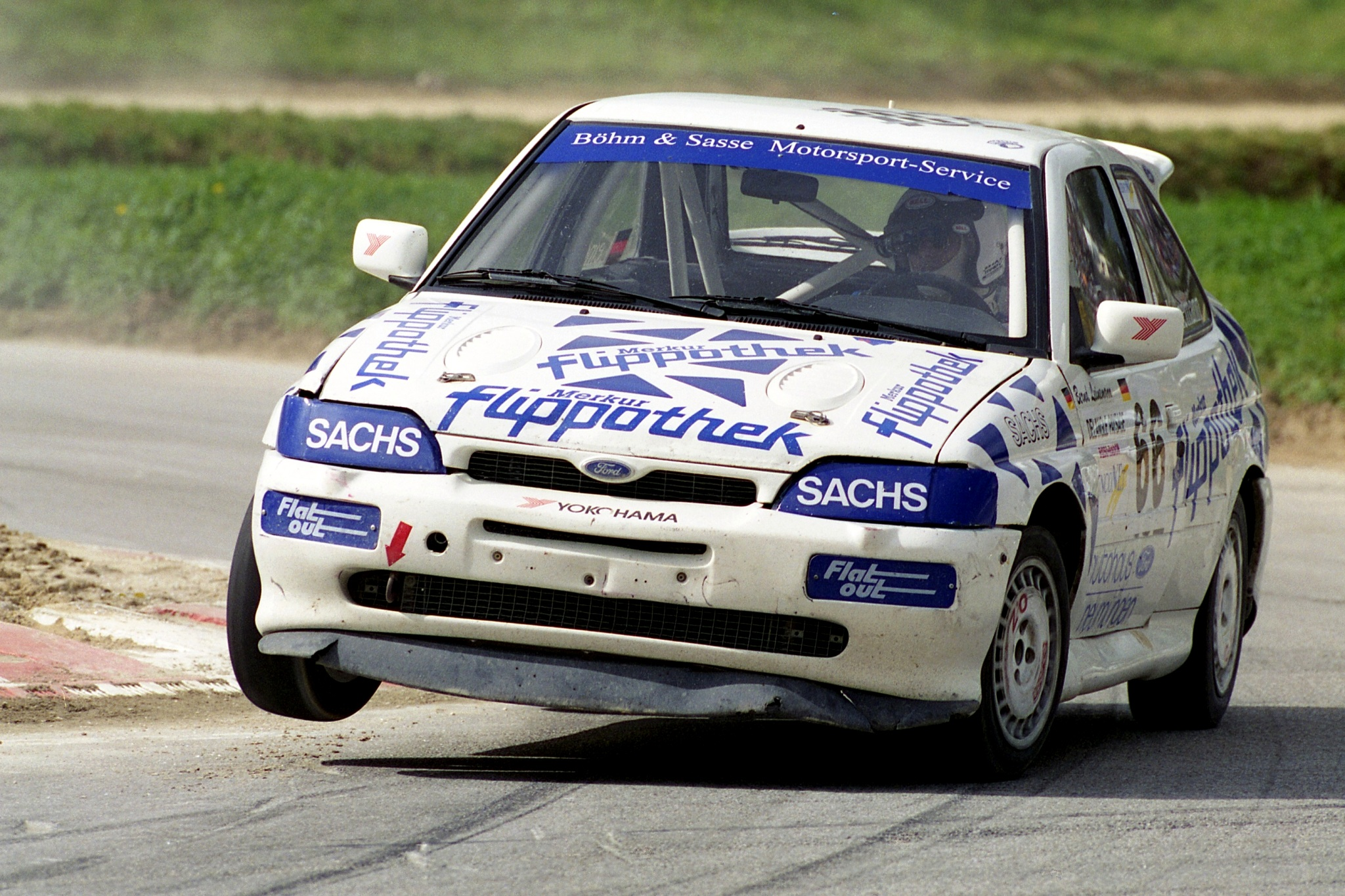
1995: Leinemann im Gruppe N Ford Escort RS Cosworth mit 320 PS

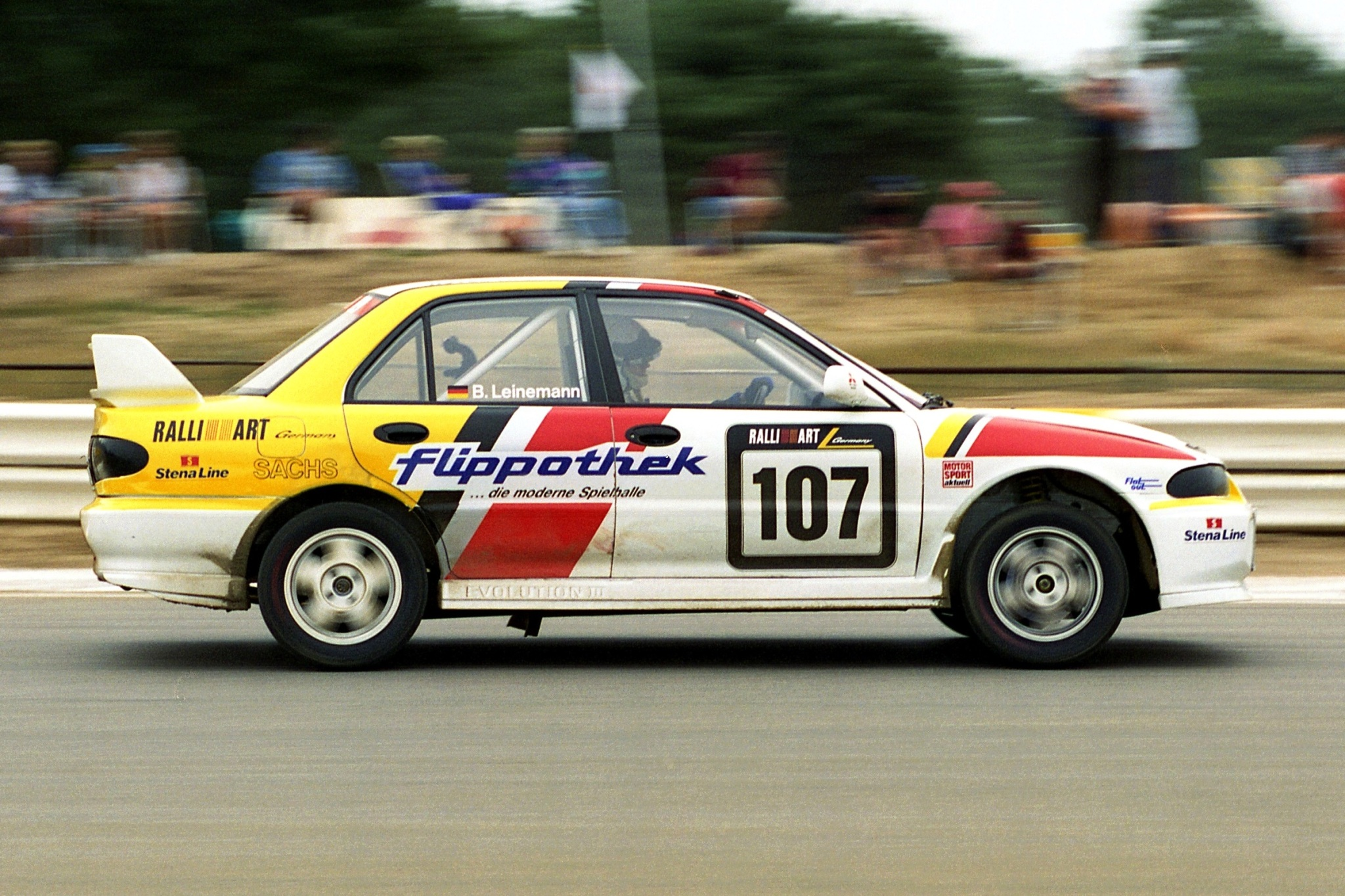
1996: Leinemann im Gruppe N Mitsubishi Lancer Evo 3 mit 350 PS

Bernd Leinemann (* 11. Dezember 1963 in Northeim) ist ein ehemaliger deutscher Autorennfahrer. Seine größten sportlichen Erfolge waren der Gewinn der Deutschen ONS-Rallycross-Meisterschaft 1992 und der Vize-Rallycross-Europameistertitel der Division 1 (Gruppe N) 1994.

## Karriere
Der Unternehmer und gelernte Fleischer Bernd Leinemann wurde durch seinen älteren Bruder Friedrich Leinemann, der selbst viele Jahre an Autorennen im Rallycross-Sport und später auf der Rundstrecke teilnahm, dazu animiert, eine eigene Motorsport-Karriere zu starten. Nachdem der jüngere der Leinemann-Brüder zuvor fast 20 Jahre lang Fußball für seinen Heimatort Lindau (Gemeinde Katlenburg-Lindau) gespielt hatte, diesen Sport aber wegen eines Hüftleidens aufgeben musste, folgte er Bruder „Friedel“ 1987 in die Rallycross-Szene.
Bernd Leinemanns erstes Wettbewerbsauto war ein BMW M3, der nach den Regeln der Gruppe A vorbereitet war. 1992 gewann er mit einem Ford Sierra Cosworth 4×4 der Gruppe N die Gesamtwertung der Deutschen ONS-Rallycross-Meisterschaft und verlor danach das Interesse an der nationalen Szene dieser Motorsport-Disziplin. Mit seinem DM-Sierra nahm er 1993 an acht von zehn Läufen zur Rallycross-EM teil, stellte aber schon bald fest, dass er fahrerisch zwar auch auf europäischem Niveau mithalten konnte, sein Auto aber nicht ausreichend konkurrenzfähig war, um sich einen Platz in den Top 3 der Serie zu sichern. Am Ende der Saison belegte er den 7. Rang im Gruppe-N-Championat und ging nun davon aus, dass er auch Chancen habe, einen Europameistertitel zu gewinnen. Deswegen ließ er sich von seinen beiden Freunden Peter Böhm und Oliver Sasse, die selbst im gleichen Zeitraum Rallycross-Fahrer waren und einen Renndienst/Rennreifen-Service (Böhm & Sasse Motorsport-Service) betrieben, für die Rallycross-EM 1994 einen Ford Escort RS Cosworth nach Gruppe-N-Reglement vorbereiten.
Von den elf Läufen zur Rallycross-EM 1994 gewann Leinemann drei, außerdem belegte er zweimal einen zweiten Platz. Dadurch lag er fast über den gesamten Saisonverlauf auf Rang 1 der Tabelle, auch vor dem Saisonfinale auf seiner Hausstrecke, dem Estering in Buxtehude. Hier gelang es einem Markenkollegen, dem Briten Richard Hutton, Leinemann auf den letzten Metern den fast sicher geglaubten Titel noch streitig zu machen. Hutton gewann das Rennen und damit auch die Europameisterschaft, Leinemann beendete den Endlauf vor heimischem Publikum auf dem 5. Platz und belegte danach nur Rang 2 der Serie.
Auch 1995 nahm Leinemann wieder an allen Rallycross-EM-Läufen teil, diesmal waren es zwölf, dabei auf einen von Böhm & Sasse neu aufgebauten Escort Cosworth vertrauend. Doch war dieses Auto bis einschließlich 1994 das Maß der Dinge in der Division 1, so begann jetzt die Zeit der Teilnehmer, die mit einem Mitsubishi Lancer Evolution die Rennen der Gruppe-N-Kategorie bestritten. Am Ende der Saison hatte sich Leinemann nur vier von zwölf Mal für eines der für die Punktvergabe überaus wichtigen A-Finale qualifizieren können und so schloss er die EM auf dem 7. Rang ab.
Für 1996 gelang es dem Team des Eichsfelders den deutschen Importeur von Mitsubishi Motors für ein Engagement in der Rallycross-EM zu interessieren. Leinemann erhielt Werksunterstützung von Ralliart Germany, die europaweit die Gruppe-N-Einsätze koordinierten. Die Motorsportabteilung in Trebur war der Meinung, dass das Siegerauto der Gruppe-N-Kategorie der Rallye-Weltmeisterschaft 1995, der Mitsubishi Lancer Evo 2 des Portugiesen Rui Madeira, konkurrenzfähig genug sei, um gegen die Lancer Evo 3 der Topfahrer der Rallycross-EM bestehen zu können. Dies stellte sich allerdings schon nach wenigen EM-Läufen als Trugschluss heraus und so wurde Leinemanns E2 während der EM-Halbzeitpause zum E3 hochgerüstet. Jedoch zu spät, um sich noch unter die Top 3 des Championats zu fahren. Nachdem alle elf EM-Läufe 1996 gefahren und die Meisterschaft beendet war, lag Leinemann auf dem 5. Gesamtrang, die ersten drei Ränge wurden belegt von Mitsubishi-Lancer-Fahrern, die von Beginn an mit Evolution-3-Modellen an den Start gegangen waren.
1997 trat Bernd Leinemann mit dem Mitsubishi Lancer nur noch bei zwei von zehn EM-Läufen an und beendete danach seine Rallycross-Laufbahn. Der Unternehmer betreibt heutzutage von seinem Firmensitz in Katlenburg-Lindau aus als Franchisepartner 21 Burger-King-Restaurants in Niedersachsen, Hessen, Thüringen und Sachsen-Anhalt.